# Cilleruelo de Arriba
Cilleruelo de Arriba – gmina w Hiszpanii, w prowincji Burgos, w Kastylii i León, o powierzchni 18,49 km². W 2011 roku gmina liczyła 63 mieszkańców.